# Pollux (1915)
Pollux, wcześniej Ilja Muromiec (ros. "Илья Муромец") – rosyjski statek, a następnie francuski, brytyjski i znowu francuski pomocniczy okręt wojenny.
Budowa statku rozpoczęła się w 1915 roku w brytyjskiej stoczni Swan Hunter w Wallsend na zamówienie władz rosyjskich. Początkowo jego portem macierzystym miał być Władywostok, ale z powodu braku lodołamaczy na Morzu Białym postanowiono skierować go do Archangielska. Statek został zbudowany w grudniu 1916 r. Na pocz. 1917 r. przypłynął do Rosji. Według części źródeł zbudowano go dopiero w 1918 r., a do Rosji przybył w 1919 r. Służył jako lodołamacz we Flotylli Północnego Oceanu Lodowatego.
Po zajęciu Archangielska przez interwencyjne wojska alianckie 2 sierpnia 1918 r., został w 1919 r. przejęty przez  Brytyjczyków, którzy przekazali go białym Rosjanom. Pod koniec lutego 1920 r. na statku ewakuowali się do Norwegii żołnierze i uchodźcy cywilni. Następnie przepłynął na Krym, skąd w poł. listopada tego roku wraz z innymi okrętami przewiózł żołnierzy gen. Piotra Wrangla do Turcji. Następnie w składzie Eskadry Rosyjskiej zacumował we francuskim porcie w Bizercie. Według niektórych źródeł, lodołamacz zbudowany w stoczni Swan Hunter jest jednak mylony z mniejszym lodołamaczem o tej samej nazwie „Ilja Muromiec”, zbudowanym w Szanghaju, który pracował we Władywostoku i w 1916 roku został włączony w skład Flotylli Syberyjskiej, a w 1922 roku uprowadzony przez białych za granicę.
Po okresie internowania w 1924 r. został włączony do francuskiej marynarki wojennej jako stawiacz min pod nazwą "Pollux". Mógł przenosić 234 miny morskie. W latach 1928–1928 został przebudowany oraz przezbrojony w 4 działa 100 mm i 2 działka przeciwlotnicze 37 mm na statek – bazę wodnosamolotów i okrętów podwodnych. Portem macierzystym stał się Cherbourg. Po zajęciu Francji przez wojska niemieckie pod koniec czerwca 1940 r., statek przepłynął do Portsmouth, gdzie na pocz. lipca tego roku przejęli go Brytyjczycy w ramach operacji "Catapult". Pozostawiono dawną nazwę. W ramach brytyjskiej floty wojennej statek służył jako radarowy okręt szkolny, a następnie okręt – cel dla samolotów torpedowych. Po zakończeniu wojny został w czerwcu 1946 r. zwrócony Francuzom. Najpierw w Cherbourgu, potem w Lorient służył jako hulk.